# Volla
Volla község (comune) Olaszország Campania régiójában, Nápoly megyében, .

## Fekvése
Nápolytól 9 km-re északkeletre fekszik. Határai: Casalnuovo di Napoli, Casoria, Cercola, Nápoly és Pollena Trocchia.

## Története
A település neve valószínűleg a latin bulla szóból ered, aminek jelentése vizes medence. Valószínűleg a területén feltörő forrásokra utal. A települést a 13-14. századtól említik. Hosszú ideig Somma része volt, majd San Sebastiano al Vesuvio része lett, mígnem 1953-ban önálló községgé vált. 

## Népessége
A népesség számának alakulása:

## Főbb látnivalói
- Madonna del’Immacolata-templom